# Cormocephalus rhodesianus
Cormocephalus rhodesianus är en mångfotingart som beskrevs av Lawrence 1955. Cormocephalus rhodesianus ingår i släktet Cormocephalus och familjen Scolopendridae.
Artens utbredningsområde är:
- Namibia.
- Zimbabwe.

Inga underarter finns listade i Catalogue of Life.